# ورزشگاه باشگاه المصری
ورزشگاه باشگاه المصری (به عربی: ستاد النادی المصری) یک ورزشگاه فوتبال در مصر است که در پورت‌سعید واقع شده‌است.